# Samson Raphael Hirsch

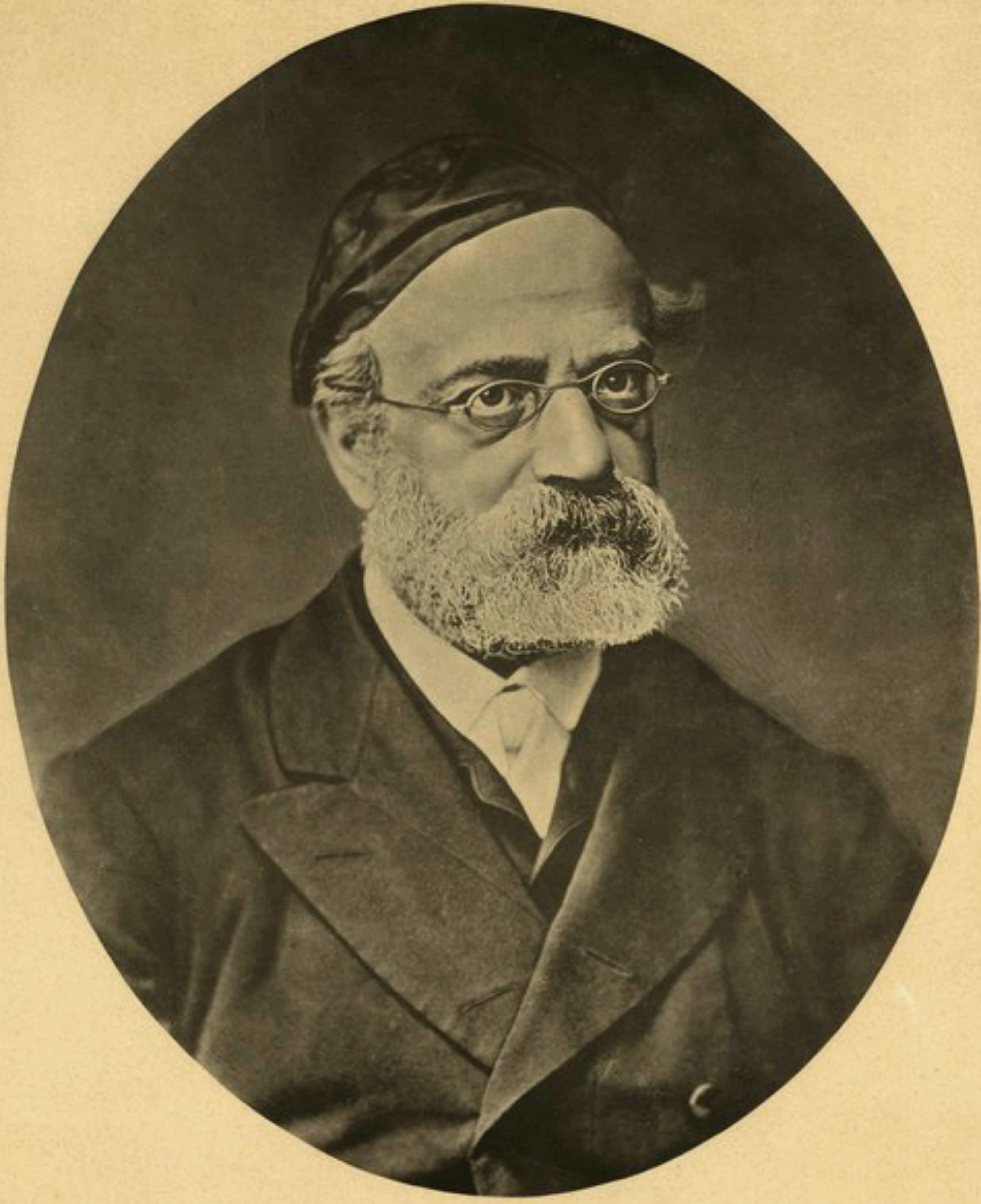
Samson Raphael Hirsch, Porträt

Samson ben Raphael Hirsch (hebräisch שמשון בן רפאל הירש, Schimschon (ben) Raphael Hirsch, hebräisch abgekürzt Raschar Hirsch, geboren am 20. Juni 1808  in Hamburg; gestorben am 31. Dezember 1888/ 27. Tewet 5649 in Frankfurt am Main) war ein deutscher Rabbiner. Er gilt als führender Vertreter des orthodoxen Judentums im Deutschland des 19. Jahrhunderts und als Begründer der Neo-Orthodoxie, einer Denkrichtung, die u. a. zur Gründung unabhängiger „Austrittsgemeinden“ führte.

## Leben und Werdegang

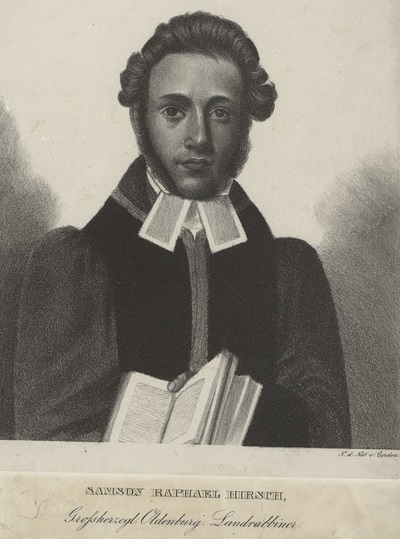
Samson Raphael Hirsch als Oldenburger Landesrabbiner, um 1830–1840.

Samson Raphael Hirsch wurde im Jahr 1808 als einziges Kind von Raphael Mendel Hirsch und Gelle Hatz geboren. Der dem Hamburger Kaufmannsstand angehörende Vater wurde 1777 in Hamburg geboren. Dort lebte die Familie seit acht Generationen. Später wandte sich sein Vater dem Geld- und Wechselgeschäft zu und betrieb ein Lotteriegeschäft. Samson Hirsch studierte zunächst den Talmud bei seinem Vater Raphael Hirsch (der seinen Familiennamen Frankfurter zu Hirsch abgeändert hatte), bei seinem Großvater, dem Rabbiner Mendel Frankfurter sowie bei Chacham Bernays und später bei Oberrabbiner Jakob Ettlinger in Mannheim. Seit 1829 studierte er an der Universität Bonn klassische Sprachen, Geschichte und Philosophie. 
Dort befreundete er sich unter anderem mit Abraham Geiger, dem späteren Leiter der Reformbewegung, und gründete mit ihm eine Vereinigung jüdischer Studenten, in der zunächst das Studium der Homiletik vorgesehen war, deren tieferer Zweck jedoch in der Annäherung an jüdische Werte bestand. Diese Jugendfreundschaft der künftigen führenden Persönlichkeiten der beiden entgegengesetzten Richtungen des deutschen Judentums kam zu einem Ende, nachdem Geiger den Inhalt der Neunzehn Briefe über das Judentum (אגרות צפון), eines der Hauptwerke Hirschs, in den 1830er Jahren scharf, jedoch respektvoll kritisiert hatte.
Von 1830 bis 1841 amtierte Hirsch als Landesrabbiner von Oldenburg. Dort heiratete er zunächst Hannchen FUEDEL, mit der ihn eine Tochter verband. 1832 folgte dann die Eheschließung mit Johanna Jüdel, mit der zehn Kinder hatte. Hier schrieb er seine zwei wichtigsten Werke, die erwähnten Neunzehn Briefe, die erstmals in Altona 1836 unter dem Pseudonym „Ben Usiel“ erschienen, sowie Choreb, oder Versuche über Jissroels Pflichten in der Zerstreuung (1837). Heinrich Graetz war von den Neunzehn Briefen so beeindruckt, dass er 1837 nach Oldenburg zu einem Besuch kam und drei Jahre bei Hirsch verbrachte, um seine jüdische Erziehung zu vervollständigen. Später widmete er sein Buch Gnosticismus und Judentum (1846) dem „unvergesslichen Lehrer“ Hirsch.

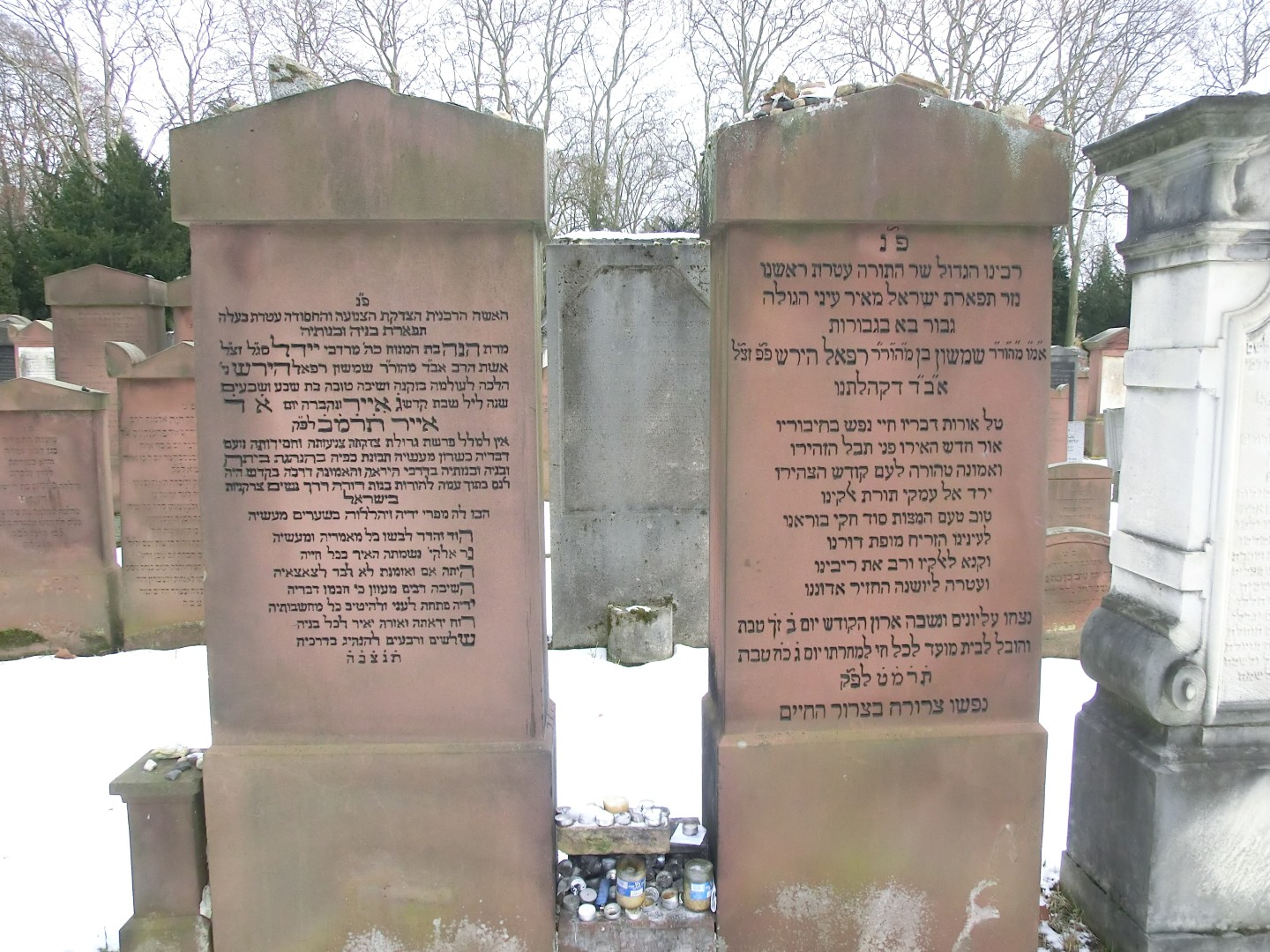
Grabsteine von Samson Raphael Hirsch und seiner Frau Johanna

1841 zog Hirsch nach Emden, wo er Rabbiner der jüdischen Gemeinde Aurich und zweiter Landesrabbiner des Landrabbinates Emden (Landdrosteien Aurich und Osnabrück umfassend) war, und vom 30. Juni 1847 bis 1851 lebte er in Nikolsburg als Oberlandesrabbiner von Österreichisch-Schlesien und Mähren. Hier beteiligte sich Hirsch während der Märzrevolution. 1848/1849 war er gewählter Vertreter im Kremsierer Landtag von Mähren und setzte sich tatkräftig für die Emanzipation der österreichischen und mährischen Juden ein. Nachdem Hirsch einstimmig zum Vorsitzenden des Ausschusses für bürgerliche und politische Rechte der Juden in Mähren gewählt wurde, entwarf er eine Verfassung für eine zentrale jüdische Behörde für ganz Mähren. Seine Mittelstellung zwischen der orthodoxen Richtung und der Reformbewegung führte jedoch zu Konflikten mit den dortigen extremen Vertretern der Orthodoxie. 
1851 erhielt Hirsch einen Ruf als Rabbiner der orthodoxen Israelitischen Religionsgesellschaft in Frankfurt am Main, die sich als „Austrittsgemeinde“ von der sowohl die Liberalen als auch die Orthodoxen umfassenden Einheitsgemeinde trennte. Dieses Amt übte er 37 Jahre bis zu seinem Tode 1888 aus. 1853 gründete und leitete er die separate Realschule der Israelitischen Reformgesellschaft. 
An seiner Beerdigung auf dem jüdischen Friedhof Rat-Beil-Straße am 1. Januar 1889 nahmen 12.000 bis 15.000 Menschen teil, darunter Markus Horovitz, der Rabbiner der Frankfurter Einheitsgemeinde, und Rudolf Plaut (liberal).
Sein ältester Sohn Mendel Hirsch (1833–1900) war nach ihm als Schulleiter der Realschule tätig und verfasste Bibelkommentare.

## Haltung zum orthodoxen Judentum
Sein erzieherisches Ideal bezog Hirsch aus den Sprüchen der Väter, mit dem Zitat von Rabbi Gamaliel I.: „Schön ist das Studium der Tora zusammen mit ‚Derech Erez‘“, d. h. weltlicher Beschäftigung bzw. weltlichen Studien. Der ideale Jude, der „Jissroel-Mensch“, ein von ihm geprägter Begriff, war seiner Meinung nach „ein aufgeklärter Jude, welcher die Gebote beachtet“. Dieses Ideal suchte Hirsch in den drei von ihm gegründeten Schulen zu verwirklichen: einer Primarschule, einer Sekundarschule und einer Mittelschule für Mädchen. Hier wurden neben der hebräischen Sprache und jüdischen Fächern auch beispielsweise Deutsch, Mathematik und Geografie unterrichtet. Dieser Plan einer erweiterten Schulbildung brachte Hirsch in Konflikt mit dem orthodoxen Rabbiner Seligmann Bär Bamberger, war aber auch eine Reaktion auf die von Vertretern der Reformbewegung geleitete Philanthropin in Frankfurt. S. R. Hirsch war somit der Begründer der Neo-Orthodoxie, die auch „Frankfurter Orthodoxie“ genannt wird und vom britischen Oberrabbiner Nathan Marcus Adler und dessen Sohn Hermann Adler im England des 19. Jahrhunderts eingeführt wurde. Die simultane Existenz in zwei Welt-Räumen, in einer sakral durchdrungenen und einer profanen Welt, erlaubte den Anhängern der Neo-Orthodoxie, sich neben der Einhaltung der Gebote auch mit Fragen von Philosophie, Ethik, Literatur und Musik zu befassen. Dabei mussten sie nicht fürchten, sich dem Glauben zu entfremden. Die Auseinandersetzung zwischen Vernunft und Glauben hat im Judentum eine jahrhundertelange Tradition und geht im Prinzip auf den mittelalterlichen Maimonidesstreit zurück.
1854 veröffentlichte Hirsch eine Schrift Die Religion im Bunde mit dem Fortschritt, in welcher er das Argument der Reformbewegung bestritt, wonach die Verbindung von traditionellem Judentum und einer weltlichen Erziehung unmöglich sei. Er selbst erkannte das Bedürfnis einer äußerlichen Anpassung des Judentums an die Bedürfnisse der Zeit an, widersetzte sich jedoch einem grundsätzlichen Wandel jüdischer Glaubensgrundsätze oder Änderungen bezüglich der Einhaltung der jüdischen Gesetze. Nach seiner Ansicht brauchte nicht das Judentum eine Reform, sondern die Juden selbst. Die Juden benötigten keinen „Fortschritt“ (das Schlagwort der Reformer), sondern „Erhöhung“.
Samson Raphael Hirsch führte einige Änderungen in der Liturgie ein, wie zum Beispiel einen Männerchor unter der Leitung eines professionellen Dirigenten, die Teilnahme der Gemeinde an den Gesängen und zweimal monatlich eine Predigt in der „nationalen Kultursprache“, d. h. Deutsch. Gleichzeitig verteidigte er jedoch die hebräische Sprache als einzig angemessene Sprache für das Gebet und den Unterricht in jüdischen Fächern. Hätten unsere Vorfahren, so argumentierte er, ihre Gebete in der Sprache der umliegenden Völker geschrieben, wären sie uns jetzt unverständlich; so war für ihn die hebräische Sprache ein wichtiges Verbindungsglied unter den Juden in der Diaspora. Obwohl er zugab, dass die mittelalterlichen Pijjutim nur schwer verständlich und dem modernen Geist fremd seien, schien es ihm nicht angebracht, sie aus dem Gebetbuch zu entfernen. Andererseits, gemäß dem Zeugnis von Graetz – und auf dessen Anraten hin – nahm er das Gebet Kol Nidre mit der Begründung heraus, es sei leicht missverständlich.
S. R. Hirschs Bedeutung als religiöser geistiger Führer, sein weit reichender Einfluss als Prediger und Lehrer, Organisator und Schriftsteller machten ihn zum Vordenker der Neo-Orthodoxie in deren Auseinandersetzung mit dem reform-liberalen Judentum. Obwohl er die halachischen Grundsätze strikt befürwortete, war Hirsch stets bestrebt, die politischen und kulturellen Gegebenheiten des modernen Lebens mit dem Judentum in Einklang zu bringen. Seine Sicht des Judentums war für ihn keine philosophische Spekulation, sondern eine Erklärung der Offenbarung am Sinai. Obwohl seine Ideen von vielen Vertretern des deutschen Judentums bekämpft wurden, gewann er durch seine persönlichen Qualitäten Respekt und Einfluss.

## Nachleben
An der Gründung der Agudat Jisra’el waren neben den deutschen neo-orthodoxen Anhängern von Rabbi S. R. Hirsch auch ungarische Orthodoxe und Orthodoxe aus den polnisch-litauischen Provinzen des Russischen Reiches beteiligt.
Die 1939 zunächst geschlossene und nach dem Zweiten Weltkrieg durch das Engagement des promovierten Rabbiners Leon Thorn (1906–1978) wieder in Betrieb genommene separate Realschule der Israelitischen Reformgesellschaft wurde 1928 nach ihm benannt. Im Jahr 1960 wurde das Schulgebäude abgerissen. Seit 1963 steht der Erweiterungsbau des Heinrich-von-Gagern-Gymnasiums an dessen Stelle. 1989 wurde im Lichthof des Heinrich-von-Gagern-Gymnasiums eine erste Bronze-Gedenktafel für die früher dort stehende Samson-Raphael-Hirsch-Schule enthüllt. Eine weitere Bronze-Gedenktafel wurde am 6. Juni 2001 enthüllt. 

## Werke (Auswahl)
- Neunzehn Briefe über Judenthum. Als Voranfrage wegen Herausgabe von „Versuchen“ desselben Verfassers „uͤber Israel und seine Pflichten“. Herausgegeben von Ben Usiel. (Pseudonym von S. R. Hirsch) Johann Friedrich Hammerich, Altona 1836 Digitalisat.
- חורב. Versuche über Jissroéls Pflichten in der Zerstreuung. Zunächst für Jissroéls denkende Jünglinge und Jungfrauen. Johann Friedrich Hammerich, Altona 1837 (Digitalisat).
- Die Religion im Bunde mit dem Fortschritt von einem Schwarzen. Reinhold Beist, Frankfurt a. M. 1854.
- Jeschurun. Ein Monatsblatt zur Förderung jüdischen Geistes und jüdischen Lebens, in Haus, Gemeinde und Schule herausgegeben von Samson Raphael Hirsch. Reinhold Beist, Frankfurt a. M. 1854–1870 Jg. 1859/60 als Digitalisat Jg. 1863/64 als Digitalisat
- Der Pentateuch übersetzt und erläutert. 5 Bände. J. Kauffmann, Frankfurt a. M. 1867–1873 Online.
- Übersetzung und Kommentar der Psalmen. J. Kauffmann, Frankfurt am Main 1882. Digitalisat.
- Naphtali Hirsch (Hrsg.): Gesammelte Schriften. Bd. I – VII, J. Kauffmann, Frankfurt a. M. 1902–1912 Digitalisat.
- Siddûr tefillôt Yiśrāʾēl / Israels Gebete übersetzt und erläutert. J. Kauffmann, Frankfurt a. M. 1895 Digitalisat (3. Aufl. 1921).